# 赤松満政
赤松 満政（あかまつ みつまさ）は、室町時代の武将。室町幕府6代将軍足利義教の近習として権勢を振るった。播磨・備前・美作守護で赤松氏惣領であった赤松満祐と分家の有馬氏出身の有馬持家は従兄弟にあたる。

## 生涯

### 幕府に出仕
満政の名が確実な史料上に現れるのは『花営三代記』の応永29年（1422年）9月18日条にある4代将軍足利義持の伊勢参宮に随従する「十徳」として登場しており、当時は刑部少輔を名乗っていた。翌年の参宮にも参加しており、義持にきわめて近く使えていた。ただし、この時点から将軍近習であったかどうかについては議論がある。その後応永32年（1425年）までの間に刑部大輔に昇進している。

### 近習としての活動
応永35年（1428年）に義持が死去し、室町殿となった弟の義教は将軍に権力を集中させようとした。このため義教側近である近習の満政の存在は大きくなった。義教の参内に随従し、将軍家の連歌会に頻繁に参加した。連歌会への参加は、満政がひとかどの文人であったこともあるが、義教が連歌会や歌会を政権運営の装置として用いていた事も指摘されている。正長2年（1429年）からは上総介を名乗っているが、上総介は満政の伯父で赤松氏惣領であった赤松義則が名乗った官途であり、この頃から義教が赤松氏の惣領に満政を任じようとしていたと言う推測も行われている。
永享2年（1430年）に近習大館満信が失脚し、満政は近習として義教と三宝院満済をはじめとする幕閣有力者との間の連絡を行う申次の任務を行った。永享3年（1431年）には播磨守に任じられ、赤松氏惣領の播磨守護満祐に対抗する形となった。伏見宮家の播磨における所領佐土余部（印南郡の一部）の代官にもなったが、伏見宮家との関係は必ずしも良好とは言えなかった。また義教は播磨の重要港兵庫港の支配を検討しており、その代官として満政を起用する計画を持っていたが、実現はされなかった。永享5年（1433年）には延暦寺衆徒による強訴が行われたが（永享の山門騒動）、この際山徒側は満政に「猛悪無道」な「奸曲」があったとして、遠流に処すよう要求している。同様に訴えられた飯尾為種や光聚院猷秀は形ばかりの流罪となったが、満政の処分は山門側との交渉によって回避された。
永享2年（1434年）に近習一色持信が死亡すると、近習の権力はほとんど満政に集中するようになった。有力守護や管領等が行っていた地方大名と将軍の取次の役割も、この頃から満政が行うようになっていた。

### 没落と死
嘉吉元年（1441年）6月24日に満祐が義教を殺害すると、満政の運命は大きく変わった。幕閣は満祐追討軍を編成し、赤松氏支配下の播磨・美作・備前は乱鎮定の恩賞とする事を申し合わせた。京都に残留していた満政も満祐追討軍に加わり、9月には満祐本城の城山城攻略に参加した。この際、満祐の弟義雅は満政の陣に下って切腹し、嫡子千代丸（後の赤松時勝）を託した。
戦後の播磨守護の座をめぐり、乱鎮定の最大功労者である山名持豊と満政は激しく争った。しかし翌閏9月に持豊の播磨守護就任が決まった。一方満政は御料所として播磨守護の管轄外に置かれた明石・加東・美嚢三郡を支配する、実質的な分郡守護の座を獲得するに留まった。しかし持豊は播磨全体の掌握を目指し、満政の三郡支配権をも要求した。中国地方に勢力を持った持豊は管領畠山持国も懐柔を考えざるをえない実力者であり、後ろ盾である義教を失った満政に抵抗するすべはなく、文安元年（1444年）1月に三郡は軍功として持豊に与えられ、満政は分郡守護の座も失った。
文安元年10月、満政は嫡子の教政と満祐の甥則尚と共に播磨に下り、山名氏の軍勢と小競り合いを開始した。11月には山名一族が大挙して播磨に下向し、戦闘によって国内は混乱した。文安2年（1445年）1月に満政追討の治罰綸旨が下り、4月24日に寝返った従兄弟の有馬持家によって摂津有馬で討たれた。
以降、赤松氏は播磨での勢力を失うが、満政が保護した時勝の子赤松政則の代になって播磨守護として復権する事になる。

## 文人としての活動
最後の勅撰集『新続古今和歌集』に「万代といはねをめぐるながれまで しづかにすめる庭の池水」の一首が収録されている。また石清水八幡宮や松尾大社などにいくつかの歌を奉納している。